# Ґайди
Ґайди (пол. Gajdy) — село в Польщі, у гміні Залево Ілавського повіту Вармінсько-Мазурського воєводства.
Населення — 114 осіб (2011).

## Демографія
Демографічна структура станом на 31 березня 2011 року:
|          | Загалом | Допрацездатний вік | Працездатний вік | Постпрацездатний вік |
| -------- | ------- | ------------------ | ---------------- | -------------------- |
| Чоловіки | 59      | 12                 | 39               | 8                    |
| Жінки    | 55      | 3                  | 36               | 16                   |
| Разом    | 114     | 15                 | 75               | 24                   |